# Valentino Garavani
Valentino Clemente Ludovico Garavani, plus connu sous le nom de Valentino, né le 11 mai 1932 à Voghera (Lombardie), est un styliste et grand couturier italien. Son entreprise, la maison de couture Valentino, appartient actuellement au Valentino Fashion Group.

## Biographie

### Formation
Valentino Garavani quitte l'Italie et arrive à Paris à l'âge de dix-sept ans. Il étudie à l'École de la chambre syndicale de la couture parisienne pendant à peine un an. Il commence sa carrière en 1956 chez Jean Dessès maison de premier plan à l'époque. Il y reste cinq ans puis devient le bras droit de Guy Laroche, ce qu'il qualifie lui-même comme « une étape très importante de ma carrière ». Là, il est pluri-disciplinaire : « je faisais tout, je lui envoyais des dessins, j'accueillais les acheteurs, je formais les vendeuses, je faisais même le taxi avec les robes » explique-t-il.

### Carrière
En 1959, Valentino décide à 26 ans de créer sa propre maison de couture à Rome. En 1960, il s'associe à Giancarlo Giammetti (en), un architecte devenu son associé et prendra la présidence de la maison.
Sa première collection est consacrée aux tissus nobles et au rouge, qui deviendra sa couleur de prédilection. Il reçoit le prix américain Neiman Marcus. En 1968, il signe sa deuxième collection, la « Collection Blanche ». C'est à ce moment qu'il rencontre le succès. Entièrement blanche, elle est consacrée à Jackie Kennedy. L'année suivante, le couturier lui dessine une robe de dentelle pour son mariage avec Aristote Onassis. Le couturier signe ses créations d'un grand « V ». Ses collections sont alors composées de plus d'une centaine de modèles.
Il ouvre sa première boutique à Milan et, ensuite, à New York, Rome et Tokyo. En 1975, il commence à présenter ses collections de prêt-à-porter, « Valentino Boutique Ltd », à Paris, puis, en 1983, crée un parfum à son nom. 
En 1984, il crée les tenues des athlètes italiens aux Jeux olympiques d'été. Cinq ans plus tard, il dirige sa première collection sous la très stricte appellation Haute couture. 
En 2002, sa marque est rachetée par Marzotto SpA, mais le couturier reste le directeur artistique de l'ensemble des collections de son ancienne maison durant cinq ans. 

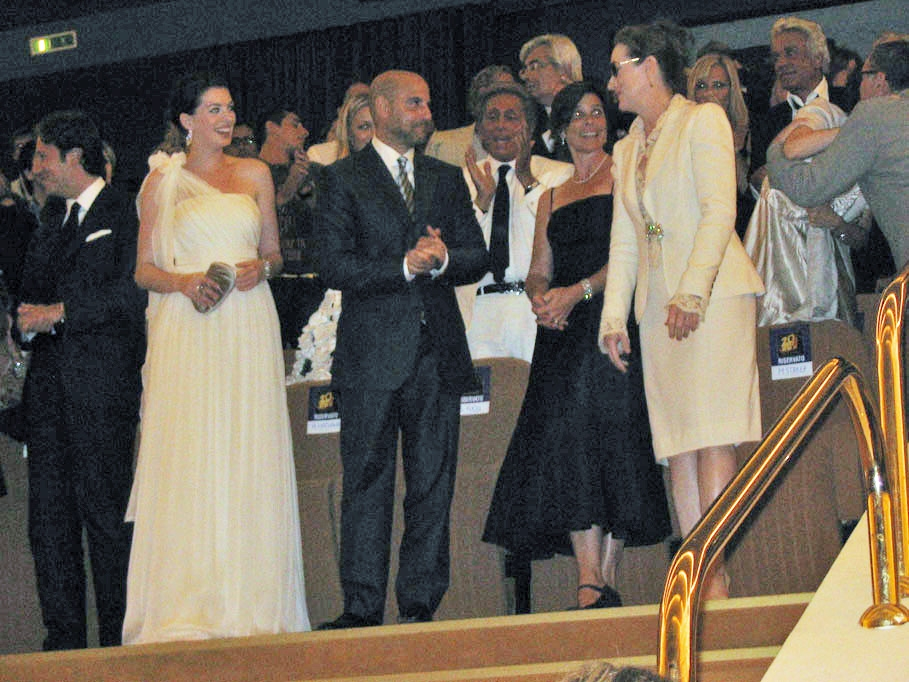
Valentino (au centre, à l'arrière-plan) avec l'équipe du film Le Diable s'habille en Prada en 2006.

En 2006, il fait une apparition dans son propre rôle dans le film Le Diable s'habille en Prada et est décoré de la Légion d'honneur par le président de la République Jacques Chirac.
Il prend sa retraite en 2008,. Cependant, quatre ans plus tard il collabore avec le New York City Ballet pour la création de costumes.
Il est cité dans l'affaire des Panama Papers en avril 2016.

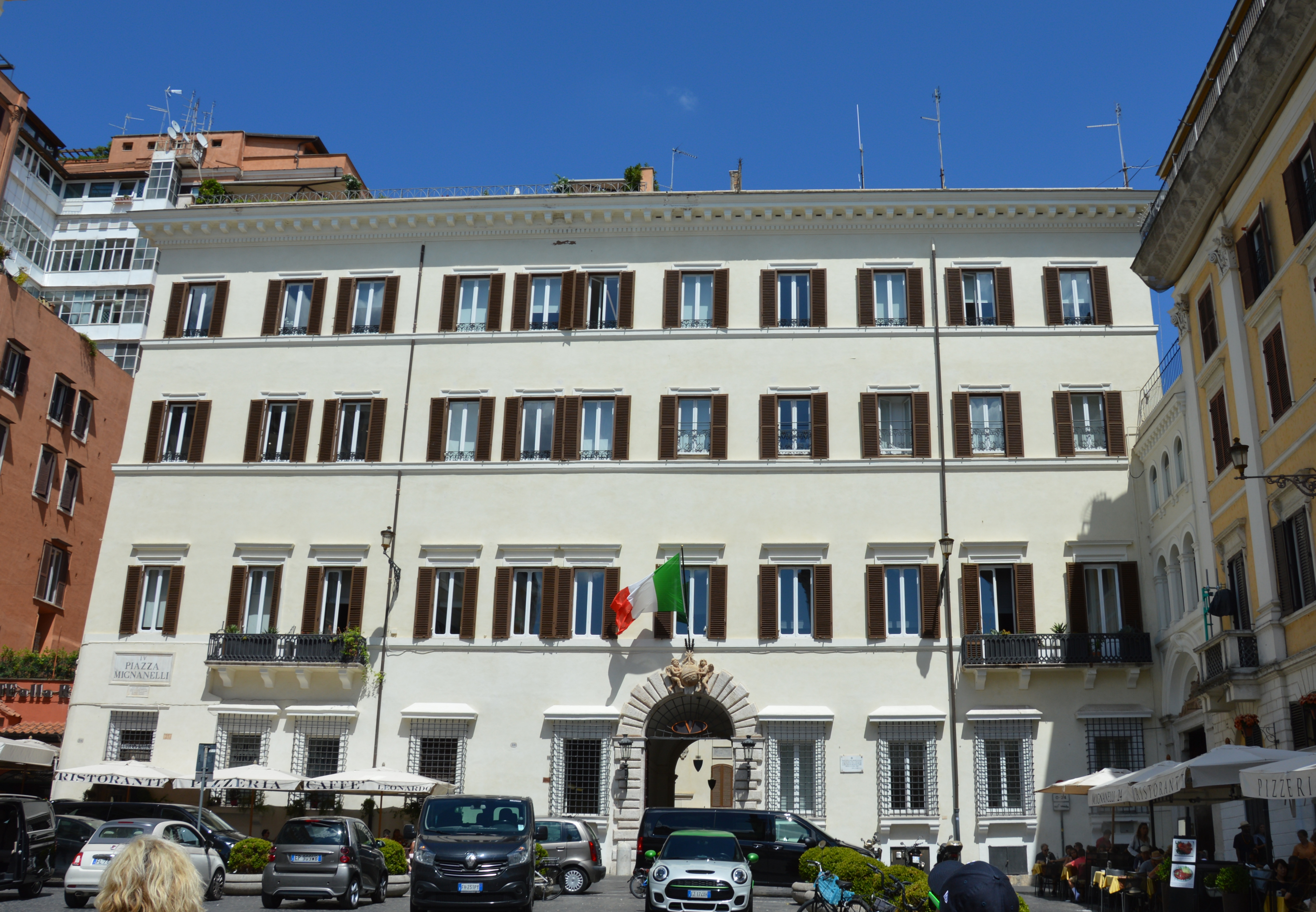
Le Palais Gabrielli-Mignanelli, résidence romaine du couturier

## Résidences
Parmi ses nombreuses résidences, on peut citer le Château de Wideville (acheté à Jack Setton), en région Île-de-France, et le Palais Gabrielli-Mignanelli, dans le centre de Rome.

## Distinctions
En 2000, Valentino reçoit le prix Geoffrey Beene du Conseil des créateurs de mode américains. Le 6 juillet 2006, il a été élevé à la dignité de chevalier de la Légion d'honneur lors d'une cérémonie présidée par Renaud Donnedieu de Vabres, Ministre de la Culture.En 2017, Valentino reçoit le Golden Plate Award de l'American Academy of Achievement. Le prix est remis par Jeremy Irons, membre du Conseil des prix,.
En 2023, Valentino remporte le "Outstanding Achievement Award" aux Fashion Awards,.

## Exposition
- Valentino : Master of Couture, de novembre 2012 à mars 2013, Somerset House, Londres[12].

## Apprentis
- Richard Nott[13].
- Helen Storey[14].